# حزب الاشتراكية والتحرير
حزب الاشتراكية والتحرير (بالإنجليزية: Party for Socialism and Liberation) ( PSL ) هو حزب سياسي شيوعي في الولايات المتحدة. تشكل الحزب في 2004، عندما انشق أعضاؤه عن حزب عالم العمال.
يصف الحزب نفسه بأنه اشتراكي ثوري، حيث يعتقد الحزب أن الثورة فقط هي القادرة على إنهاء الرأسمالية وإقامة الاشتراكية، ويسعى إلى تحقيق هذا الهدف من خلال المشاركة في الاحتجاجات المحلية، وترشيح المرشحين في الانتخابات، وإجراء التثقيف السياسي.
من بين أعضاء الحزب البارزين: كلوديا دي لا كروز ويوجين بوريير وغلوريا لا ريفا وجودي دين ومايكل بريسنر.

## التنظيم

### العضوية
لا يقوم الحزب بإصدار أرقام العضوية. في 2022، أعلن الحزب عن "وجوده المنظم في أكثر من 100 مدينة".
حزب الاشتراكية والتحرير هو حزب مركزي ديمقراطي مما يعني أن "جميع الأعضاء، بمن فيهم المعترضين، ملزمون بالدفاع عن وتنفيذ" قرارات الحزب. يعد مؤتمر حزب الاشتراكية والتحرير أعلى هيئات الحزب، والذي ينعقد كل سنتين إلى 3 سنوات ويختار لجنة القيادة المركزية للحزب. يمكن للجنة المركزية اختيار 40% من حضور ومندوبي المؤتمر.

### المجموعات المرتبطة

#### تحالف الإجابة لوقف الحرب وإنهاء العنصرية
يعد الحزب أحد الأعضاء المؤسسين لتحالف الإجابة لوقف الحرب وإنهاء العنصرية. المنسق الوطني للتحالف هو براين بيكر، وهو أحد مؤسسي حزب الاشتراكية والتحرير، وهو الذي قال "نحن نقوم بالكثير من العمل من خلال" التحالف.

#### أخبار بريك ثرو
يتعاون قادة الحزب بشكل وثيق مع مؤسسة أخبار بريك ثرو (بالإنجليزية: BreakThrough News). من بين المساهمين في المؤسسة براين بيكر ويوجين بوريير، الذي كان مرشحاً لمنصب نائب الرئيس في الحزب الاشتراكي الديمقراطي في عامي 2008 و2016. كما أن سكرتيرة المؤسسة هي كلوديا دي لا كروز. تتعاون مؤسسة بي تي إن بشكل وثيق مع معهد تريكونتيننتال للأبحاث الاجتماعية وقد استضافت في كثير من الأحيان مؤسس المعهد فيجاي براشاد.

#### منتدى الشعب
تشارك قيادة الحزب بشكل وثيق في منتدى الشعب، وهو مساحة حدث في نيويورك. يدير المنتدى كلوديا دي لا كروز، ويقوم بتمويله نيفيل سينغهام.

#### نيفيل سينغهام
العديد من المنظمات المذكورة أعلاه يتم تمويلها جزئيًا من قبل نيفيل روي سينغهام، وهو رجل أعمال أمريكي مقيم في شنغهاي ويدعم المنظمات والمنافذ الإعلامية التي اشتهرت بدعم ونشر الدعاية المؤيدة لتوجهات بكين.
 يأتي معظم هذا التمويل من صندوق العدالة والتعليم (JEF)، الذي تبرع له نيفيل سينغهام بأكثر من 20 مليون دولار، وتعمل فيه كلوديا دي لا كروز منسقة.

## التاريخ

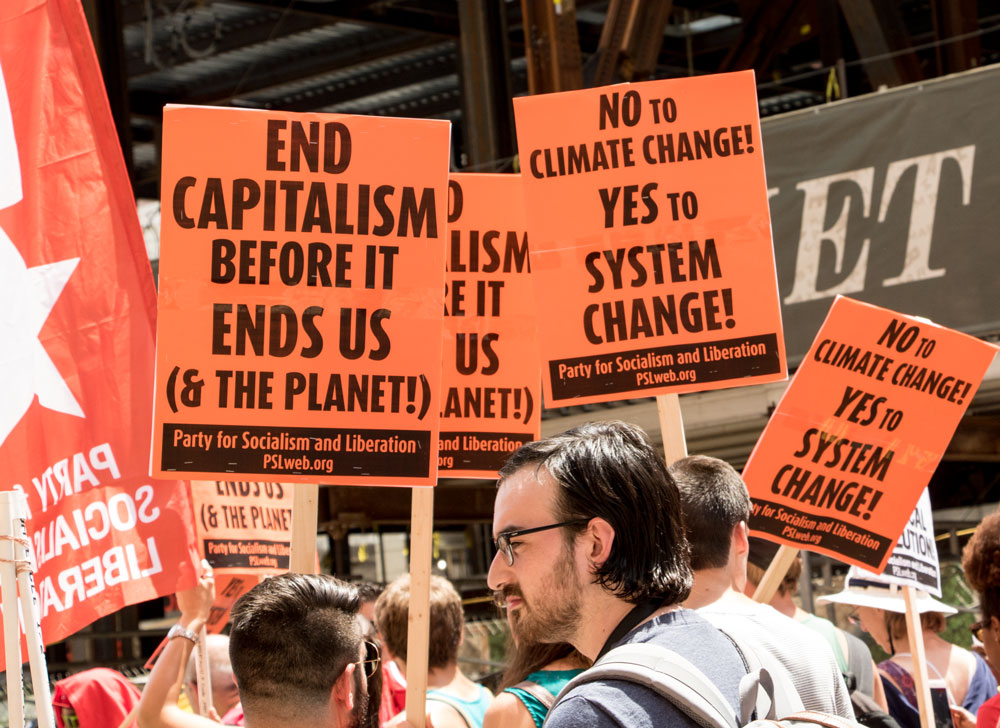
متظاهرو حزب الاشتراكية والتحرير في المؤتمر الوطني للحزب الديمقراطي 2016

تأسس حزب الاشتراكية والتحرير في يونيو 2004، حينما انشق تم فرع سان فرانسيسكو عن حزب عالم العمال بقيادة سام مارسي. أعلن فرع سان فرانسيسكو، إلى جانب أعضاء آخرين، أن "قيادة حزب عالم العمال لم تعد قادرة على تحقيق المهمة" المتمثلة في بناء الاشتراكية. من بين المؤسسين المشاركين لـحزب الاشتراكية والتحرير: ريتشارد بيكر، وبريان بيكر، وغلوريا لا ريفا، ويوجين بوريير.
في 2020، تم القبض على ما لا يقل عن 5 أعضاء من حزب الاشتراكية والتحرير أثناء الاحتجاجات ضد إدارة شرطة أورورا بسبب مقتل إيليجا ماكلين.
في 8 أكتوبر 2023، بعد انطلاق عملية طوفان الأقصى، شارك عضو اللجنة المركزية لـلحزب يوجين بوريير في تنظيم مظاهرة لدعم فلسطين في ميدان التايمز.

## الأيديولوجية

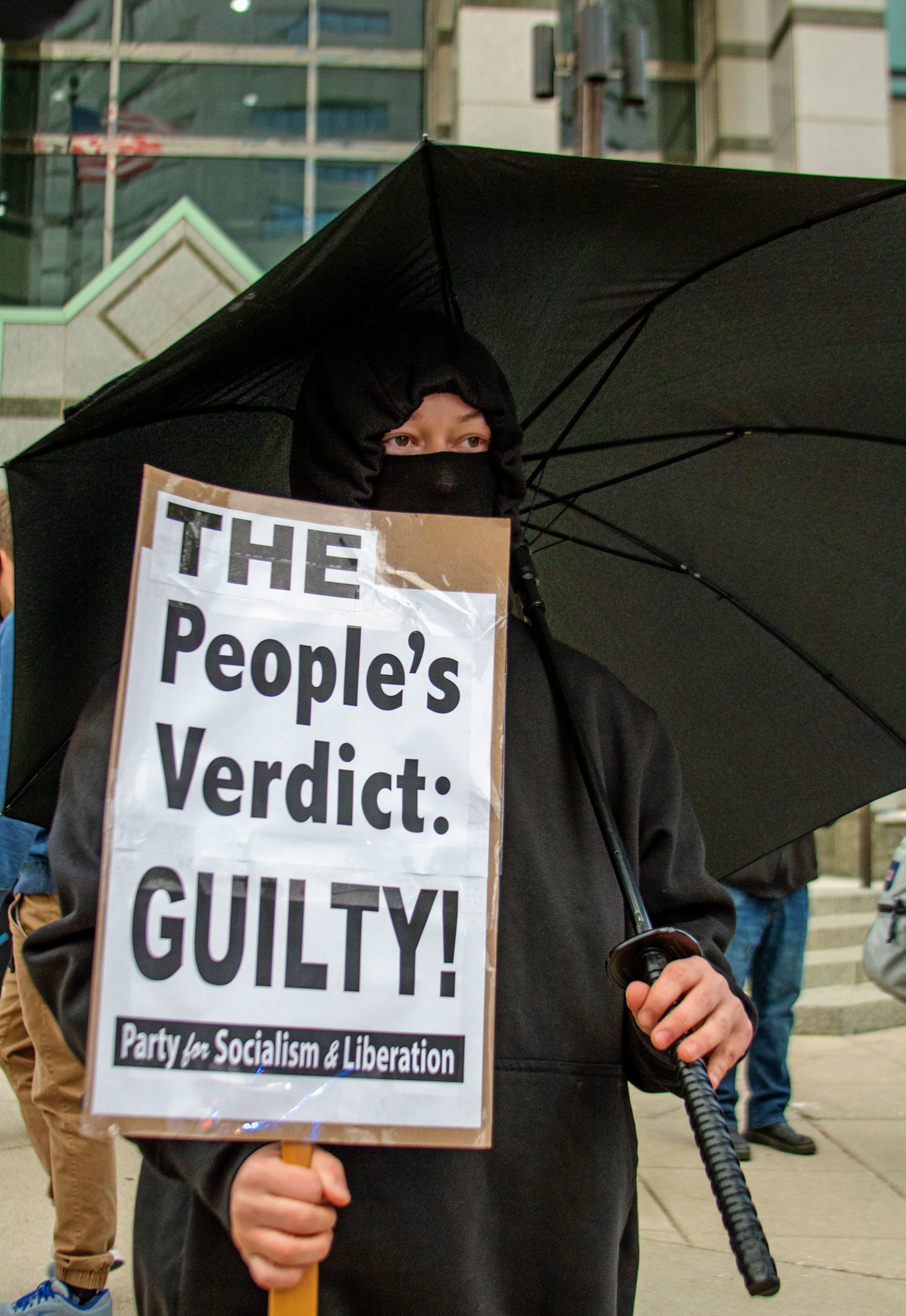
أحد أنصار حزب الاشتراكية والتحرير يحتج على مقتل ماكيا براينت في 2021

يعرف الحزب نفسه بأنه ذو فكر ماركسي لينيني. وقد وصف اشتراكيون آخرون الحزب الاشتراكي اللينينى بأنه ماركسى لينينى، مارسوى، ومعسكرى.
يعرف الحزب هدفه الأساسي على أنه الإطاحة الثورية بالرأسمالية وتأسيس اشتراكية الدولة كمرحلة انتقالية نحو المجتمع الشيوعي، ويصرح بأن "البشرية اليوم ليس لديها سوى خيارين: الرأسمالية المدمرة بازدياد، أو الاشتراكية".
يدعم الحزب وبقوة حقوق المثليين في الولايات المتحدة. يدعم الحزب أيضاً التوسع الهائل في الإسكان الاجتماعي، والمواصلات العمومية، والمساحات الخضراء الحضرية.

### الشؤون الدولية
يدافع حزب الاشتراكية والتحرير عن قمع الاتحاد السوفييتي للثورة المجرية 1956.
يدعم الحزب كذلك الحزب الشيوعي الصيني،ويقول الحزب أن "الدفاع السياسي النضالي عن الحكومة الصينية" ضروري لمنع "الثورة المضادة والتدخل والتفرقة الإمبريالية". كما يدافع الحزب عن سجلات حقوق الإنسان في الصين، وينفي بشدة أن يكون جيش التحرير الشعبي قد ارتكب مذبحة ضد الطلاب المحتجين في مظاهرات ساحة تيانانمن في 1989. كما ينكر الحزب أن تكون الصين قمعت الديمقراطية في هونغ كونغ.
يدعم الحزب كيم جونغ أون، ويصف كوريا الشمالية أنها "واحدة من البدائل القليلة القائمة من أعلاها إلى أسفلها للنظام الرأسمالي العالمي". يدعم الحزب برنامج الأسلحة النووية الكوري الشمالي. يرفض الحزب أيضاً الانتقادات الموجهة إلى سجلات حقوق الإنسان في كوريا الشمالية، والتي يصفها بأنها "تبرير خفي للعدوان الأمريكي على كوريا الشمالية"، ويزعم أن "الأحوال في كوريا الشمالية أفضل كثيراً منها في البلدان النامية الأخرى".
دعم الحزب ضم الاتحاد الروسي للقرم في 2014. لم يدعم الحزب الغزو الروسي لأوكرانيا في 2022، لكنه ألقى باللوم على حلف شمال الأطلسي والولايات المتحدة. وفي بيانها، سلط الحزب الضوء على " محنة الروس العرقيين [...] في دونباس"، و"المخاوف الأمنية المشروعة" لروسيا، و"السلوك الاستفزازي" لحلف شمال الأطلسي.
يعارض الحزب التدخل الأمريكي في سوريا، وكان بشكل عام داعمًا للرئيس السوري بشار الأسد، والجهود العسكرية الروسية في سوريا. كما ينفي الحزب استخدام الحكومة السورية الأسلحة الكيميائية.

## نتائج الانتخابات
رشح حزب الاشتراكية والتحرير مرشحين انتخابيين لمناصب الحكومات المحلية والولايات والفيدرالية. يدخل مرشحو الحزب الانتخابات عادة كمستقلين أو كمرشحين حزب ثالث، مثل حزب السلام والحرية أو حزب الخضر.
لم يفز أي مرشح من حزب الاشتراكية والتحرير بالانتخابات حتى الآن.

### الانتخابات الرئاسية
| السنة | المرشح الرئاسي    | المرشح لنائب الرئيس | التصويت الشعبي | %     | التصويت الانتخابي | النتيجة | التواجد في أوراق الاقتراع | ملاحظات                                                        | مرجع                        |
| ----- | ----------------- | ------------------- | -------------- | ----- | ----------------- | ------- | ------------------------- | -------------------------------------------------------------- | --------------------------- |
| 2024  | كلوديا دي لا كروز | كارينا غارسيا       |                |       |                   |         | 220 / 538                 | رشح حزب السلام والحرية دي لا كروز أيضاً.                        | [ 47 ] [ 48 ]               |
| 2020  | غلوريا لا ريفا    | سونيل فريمان        | 86,239 (#6)    | 0٫05% | 0                 | خسارة   | 195 / 538                 | رشح حزب السلام والحرية لا ريفا أيضاً.                           | [ 52 ] [ 53 ] [ 54 ] [ 55 ] |
| 2016  | غلوريا لا ريفا    | يوجين بوريير        | 74,027 (#8)    | 0٫05% | 0                 | خسارة   | 112 / 538                 | رشح حزب السلام والحرية لا ريفا أيضاً، مع دينيس بانكس نائباً لها. | [ 56 ]                      |
| 2012  | بيتا ليندسي       | ياري أوسوريو        | 7,791 (#7)     | 0٫01% | 0                 | خسارة   | 146 / 538                 |                                                                | [ 57 ]                      |
| 2008  | غلوريا لا ريفا    | يوجين بوريير        | 6,818          | 0٫01% | 0                 | خسارة   | 137 / 538                 |                                                                | [ 58 ]                      |

في 2024، نجحت الأحزاب الديمقراطية في جورجيا وبنسيلفانيا في رفع دعوى قضائية لإزالة حزب الاشتراكية والتحريرمن الاقتراع. وفي جورجيا، كانت بعض بطاقات الاقتراع الأولى لا يزال فيها اسم دي لا كروز.

### الانتخابات البرلمانية
| السنة | المرشح         | المجلس | الولاية    | الدائرة الانتخابية | الأصوات | %    | النتائج | ملاحظات                                                       | مرجع                 |
| ----- | -------------- | ------ | ---------- | ------------------ | ------- | ---- | ------- | ------------------------------------------------------------- | -------------------- |
| 2022  | جوزيه كورتيس   | النواب | كاليفورنيا | CA-51              | 3,327   | 2٫2% | خسارة   | شارك كمرشح لحزب السلام والحرية؛ لم يتقدم إلى المرحلة الثانية. | [ 60 ] [ 61 ]        |
| 2020  | جوزيه كورتيس   | النواب | كاليفورنيا | CA-50              | 1,821   | 0٫9% | خسارة   | شارك كمرشح لحزب السلام والحرية؛ لم يتقدم إلى المرحلة الثانية. | [ 62 ] [ 63 ]        |
| 2018  | جوردان ميلز    | النواب | كاليفورنيا | CA-49              | 233     | 0٫1% | خسارة   | شارك كمرشح لحزب السلام والحرية؛ لم يتقدم إلى المرحلة الثانية. | [ 64 ] [ 65 ]        |
| 2014  | فرانك لارا     | النواب | كاليفورنيا | CA-12              | 2,107   | 1٫9% | خسارة   | شارك كمرشح لحزب السلام والحرية؛ لم يتقدم إلى المرحلة الثانية. | [ 66 ] [ 67 ]        |
| 2010  | غلوريا لا ريفا | النواب | كاليفورنيا | CA-8               | 5,161   | 2٫5% | خسارة   | شارك كمرشح لحزب السلام والحرية                                | [ 68 ]               |
| 2008  | ناتالي هريزي   | النواب | كاليفورنيا | CA-12              | 5,793   | 2٫2% | خسارة   | شارك كمرشح لحزب السلام والحرية؛ لم يتقدم إلى المرحلة الثانية. | [ 69 ] [ 70 ]        |
| 2008  | مايكل بريسنر   | النواب | فلوريدا    | FL-22              | 6       | 0٫0% | خسارة   | شارك كمرشح يكتب اسمه في ورقة الاقتراع يدوياً.                  | [ 71 ] [ 72 ] [ 58 ] |

### الانتخابات على مستوى الولاية
| السنة | المرشح         | المنصب        | الولاية    | الدائرة الانتخابية | الأصوات | %    | النتائج | ملاحظات                         | مرجع          |
| ----- | -------------- | ------------- | ---------- | ------------------ | ------- | ---- | ------- | ------------------------------- | ------------- |
| 2022  | ناتالي هريزي   | مندوب التأمين | كاليفورنيا | عموم               | 189,289 | 2٫8% | خسارة   | شاركت كمرشح لحزب السلام والحرية | [ 73 ]        |
| 2022  | ميغان آدامز    | أمين الخزينة  | كاليفورنيا | عموم               | 242,234 | 3٫6% | خسارة   | شاركت كمرشح لحزب السلام والحرية | [ 74 ]        |
| 2018  | غلوريا لا ريفا | حاكم الولاية  | كاليفورنيا | عموم               | 19,075  | 0٫3% | خسارة   | شاركت كمرشح لحزب السلام والحرية | [ 75 ]        |
| 2018  | ناتالي هريزي   | مندوب التأمين | كاليفورنيا | عموم               | 309,399 | 5٫0% | خسارة   | شاركت كمرشح لحزب السلام والحرية | [ 76 ]        |
| 2014  | ناتالي هريزي   | مندوب التأمين | كاليفورنيا | عموم               | 212,991 | 5٫4% | خسارة   | شاركت كمرشح لحزب السلام والحرية | [ 77 ]        |
| 2010  | كارلوس ألفاريز | حاكم الولاية  | كاليفورنيا | عموم               | 92,856  | 0٫9% | خسارة   | شارك كمرشح لحزب السلام والحرية  | [ 78 ] [ 79 ] |
| 2010  | ماريلو كابرال  | وزير الولاية  | كاليفورنيا | عموم               | 164,450 | 0٫9% | خسارة   | شاركت كمرشح لحزب السلام والحرية | [ 79 ]        |

### انتخابات الهيئة التشريعية للولاية
| السنة | المرشح         | المجلس        | الولاية    | الدائرة الانتخابية | الأصوات | %     | النتائج | ملاحظات                                      | مرجع          |
| ----- | -------------- | ------------- | ---------- | ------------------ | ------- | ----- | ------- | -------------------------------------------- | ------------- |
| 2024  | كيفن مارتينيز  | جمعية الولاية | كاليفورنيا | 6                  | 1,861   | 1٫8%  | خسارة   | شارك كمرشح لحزب السلام والحرية               | [ 80 ]        |
| 2022  | نوا لينينغر    | مجلس النواب   | إنديانا    | 90                 | 259     | 1٫9%  | خسارة   | شارك كمرشح يكتب اسمه في أوراق الاقتراع يدوياً | [ 81 ]        |
| 2021  | إرنستو هويرتا  | مجلس الشيوخ   | كاليفورنيا | 30                 | 1,565   | 2٫2%  | خسارة   | شارك كمرشح لحزب السلام والحرية               | [ 82 ]        |
| 2017  | جون بريسنر     | جمعية الولاية | كاليفورنيا | 51                 | 232     | 1٫0%  | خسارة   | شارك كمرشح لحزب السلام والحرية               | [ 83 ] [ 84 ] |
| 2010  | كوري أنسل      | مجلس النواب   | أوهايو     | 22                 | 716     | 1٫4%  | خسارة   | شارك كمرشح لحزب الخضر                        | [ 85 ]        |
| 2008  | هيثر بينو      | مجلس النواب   | إلينوي     | 40                 | 2,276   | 10٫1% | خسارة   | شارك كمرشح لحزب الخضر                        | [ 86 ]        |
| 2008  | جون بيتشام     | مجلس النواب   | إلينوي     | 14                 | 4,745   | 14٫5% | خسارة   | شارك كمرشح لحزب الخضر                        | [ 86 ]        |
| 2008  | لوسيلا إسغويرا | جمعية الولاية | كاليفورنيا | 48                 | 11,173  | 12٫9% | خسارة   | شارك كمرشح لحزب السلام والحرية               | [ 87 ]        |

### الانتخابات المحلية
| السنة | المرشح                | المنصب                    | المدينة             | الدائرة الانتخابية | الأصوات | %     | النتائج | ملاحظات                                                    | مرجع            |
| ----- | --------------------- | ------------------------- | ------------------- | ------------------ | ------- | ----- | ------- | ---------------------------------------------------------- | --------------- |
| 2024  | إدواردو "لالو" فارغاس | مجلس المدينة              | لوس أنجلوس          | 14                 | 1,638   | 4٫66% | خسارة   | انتخابات غير حزبية                                         | [ 88 ]          |
| 2023  | آنا سانتويو           | مجلس المدينة              | شيكاغو              | 45                 | 895     | 5٫59% | خسارة   | انتخابات غير حزبية                                         | [ 89 ] [ 90 ]   |
| 2021  | كولين دودسون          | مجلس المدينة              | أوربانا             | 2                  | 57      | 40٫1% | خسارة   | شارك كمرشح لحزب الاشتراكية والتحرير                        | [ 91 ] [ 92 ]   |
| 2021  | كاثي روخاس            | العمدة                    | نيويورك             | عموم               | 27,982  | 2٫5%  | خسارة   | شاركت كمرشح لحزب الاشتراكية والتحرير                       | [ 93 ] [ 94 ]   |
| 2014  | يوجين بوريير          | مجلس المدينة              | واشنطن العاصمة      | عموم               | 12,525  | 3٫5%  | خسارة   | شارك كمرشح لحزب الخضر                                      | [ 95 ]          |
| 2014  | جون بيتشام            | مجلس المدينة              | شيكاغو              | 49                 | 0       | 0%    | خسارة   | سحب من ورقة الاقتراع لعدم كفاية التوقيعات على عريضة الترشح | [ 97 ] [ 98 ]   |
| 2010  | ستيفي ميرينو          | العمدة                    | لونغ بيتش           | عموم               | 5,057   | 16%   | خسارة   | انتخابات غير حزبية                                         | [ 99 ]          |
| 2009  | كارلوس ألفاريز        | العمدة                    | لوس أنجلوس          | عموم               | 3,047   | 1٫1%  | خسارة   | انتخابات غير حزبية                                         | [ 100 ]         |
| 2009  | فرانسيسكا فيلار       | العمدة                    | نيويورك             | عموم               | 3,517   | 0٫3%  | خسارة   | شاركت كمرشحة لحزب الاشتراكية والتحرير                      | [ 101 ]         |
| 2008  | ستيفن هينزي           | مجلس المراقبين            | لوس أنجلوس          | 5                  | 29,875  | 20٫7% | حسارة   | انتخابات غير حزبية                                         | [ 102 ]         |
| 2008  | ماريلو كابرال         | مجلس المراقبين            | لوس أنجلوس          | 4                  | 23,703  | 17٫5% | خسارة   | انتخابات غير حزبية                                         | [ 103 ]         |
| 2008  | أماندا تود            | مجلس المدينة              | سو فولز             |                    |         | 11٫1% | خسارة   |                                                            | [ 104 ]         |
| 2008  | سيرجيو فارياس         | مجلس المدينة              | سان جوان كابيسترانو |                    | 1,133   | 5٫0%  | خسارة   |                                                            | [ 105 ] [ 106 ] |
| 2008  | كريستال كيم           | مجلس مدينة واشنطن العاصمة | واشنطن العاصمة      | عموم               | 0       | 0%    | خسارة   | مكتوب يديوياً، لم تحتسب الأصوات                             | [ 107 ] [ 108 ] |

## المؤتمرات الوطنية
لا ينشر حزب الاشتراكية والتحرير تشكيل الحزب، لكن تم تسريب تشكيل 2022.
| الاسم                 | التاريخ           | الموقع                    | التقرير         | البرنامج        | الميثاق                 |
| --------------------- | ----------------- | ------------------------- | --------------- | --------------- | ----------------------- |
| المؤتمر الحزبي الخامس | يوليو 2022        |                           | غير متاح للعامة | البرنامج        | الميثاق، الإصدار الخامس |
| المؤتمر الحزبي الرابع | أغسطس 2019        |                           | غير متاح للعامة | البرنامج        | الميثاق، الإصدار الرابع |
| المؤتمر الحزبي الثالث | 1-3 أبريل 2016    | سان فرانسيسكو، كاليفورنيا | تقرير المؤتمر   | البرنامج        | الميثاق، الإصدار الثالث |
| المؤتمر الحزبي الثاني | فبراير 2013       |                           | غير متاح للعامة | البرنامج        | الميثاق، الإصدار الأول  |
| المؤتمر الحزبي الأول  | 13-15 فبراير 2010 | لوس أنجلوس، كاليفورنيا    | تقرير المؤتمر   | البرنامج        | الميثاق، الإصدار الأول  |
| المؤتمر الوطني الثالث | يونيو 2007        |                           | غير متاح للعامة | غير متاح للعامة |                         |
| المؤتمر الوطني الثاني | 18-20 فبراير 2006 | سان فرانسيسكو، كاليفورنيا | تقرير المؤتمر   | غير متاح للعامة |                         |
| المؤتمر الوطني الأول  | 2005              |                           | غير متاح للعامة | البرنامج        |                         |
| المؤتمر التأسيسي      | 18-20 يونيو 2004  | سان فرانسيسكو، كاليفورنيا | المؤتمر         | بيان التأسيس    |                         |